# Awirs
Awirs är en ort i Belgien.   Den ligger i provinsen Liège och regionen Vallonien, i den östra delen av landet, 80 kilometer öster om huvudstaden Bryssel. Awirs ligger 89 meter över havet och antalet invånare är 2 893.
Terrängen runt Awirs är platt norrut, men söderut är den kuperad. Awirs ligger nere i en dal. Runt Awirs är det tätbefolkat, med 459 invånare per kvadratkilometer.. Närmaste större samhälle är Liège, 12,0 kilometer öster om Awirs. 
Runt Awirs är det i huvudsak tätbebyggt.